# Авиация на Азорских островах
Авиация на Азорских островах является неотъемлемой частью богатой истории авиации Португалии. Она тесно связана с прошлым архипелага, когда его использовали пионеры авиации из Северной Америки, Южной Америки и Европы.
Архипелаг занимают стратегическое положение в центре северной части Атлантического океана, на полпути между Северной Америкой и Европой. Это сделало их ключевыми для трансатлантических судоходных маршрутов.
На островах расположены три основных аэродрома:
- Аэропорт Санта-Мария — это исторический центр коммерческого воздушного транспорта.
- Аэродром Лажеш является главным военным аэродромом, который также обслуживает гражданскую авиацию.
- Аэропорт Понта-Делгада (Нордела), или же аэропорт Иоанна Павла II, в настоящее время является важнейшим центром коммерческого воздушного транспорта.

Из-за относительной удалённости островов в архипелаге авиационный транспорт зачастую оказывается более эффективным, чем морской. В результате воздушные перевозки между островами стали неотъемлемой частью инфраструктуры Азорских островов.

## История авиации

### Первая мировая война

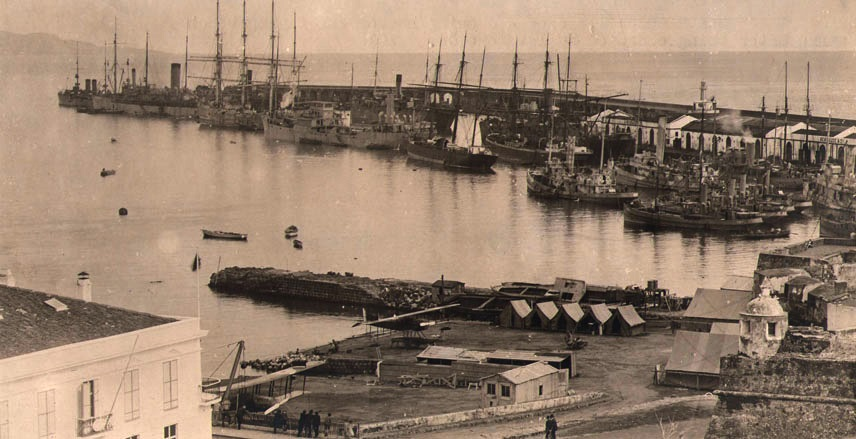
1-я авиационная рота США, основанная в Понта-Делгаде 21 января 1918 года, являлась одним из первых полностью оснащенных американских авиационных формирований, отправленных за границу в период Первой мировой войны

В декабре 1916 года город Орта подвергся бомбардировке. На следующий год, 4 июля 1917-го, он стал объектом атаки немецкой подводной лодки SM U-155.
В прошлом году, когда США вступили в Первую мировую войну, американские военно-морские силы заняли и начали использовать военно-морскую базу в Понта-Делгада. На этой базе было несколько гидропланов Curtiss HS2L, 150 пехотинцев, два артиллерийских орудия, а также несколько кораблей и подводных лодок.
Первый отряд из этой базы начал патрулирование 23 февраля 1918 года у форта Сан-Брас в Понта-Делгаде. Их задача заключалась в том, чтобы обнаруживать немецкие подводные лодки, которые следили за торговыми перевозками в Атлантике, и вести с ними борьбу, а также защищать воды Азорских островов.
Во время и после конфликта военно-морские силы Португалии рассматривали возможность создания постоянной авиабазы в Орте (с порт. Centro Aero-Naval), однако эти планы не были реализованы.
В 1919 году Королевские военно-воздушные силы Великобритании также вынашивали идею приобрести один из португальских островов, входящих в состав Азорских, для создания наземной базы, способной поддерживать воздушные операции в средней Атлантике.

### Межвоенный период

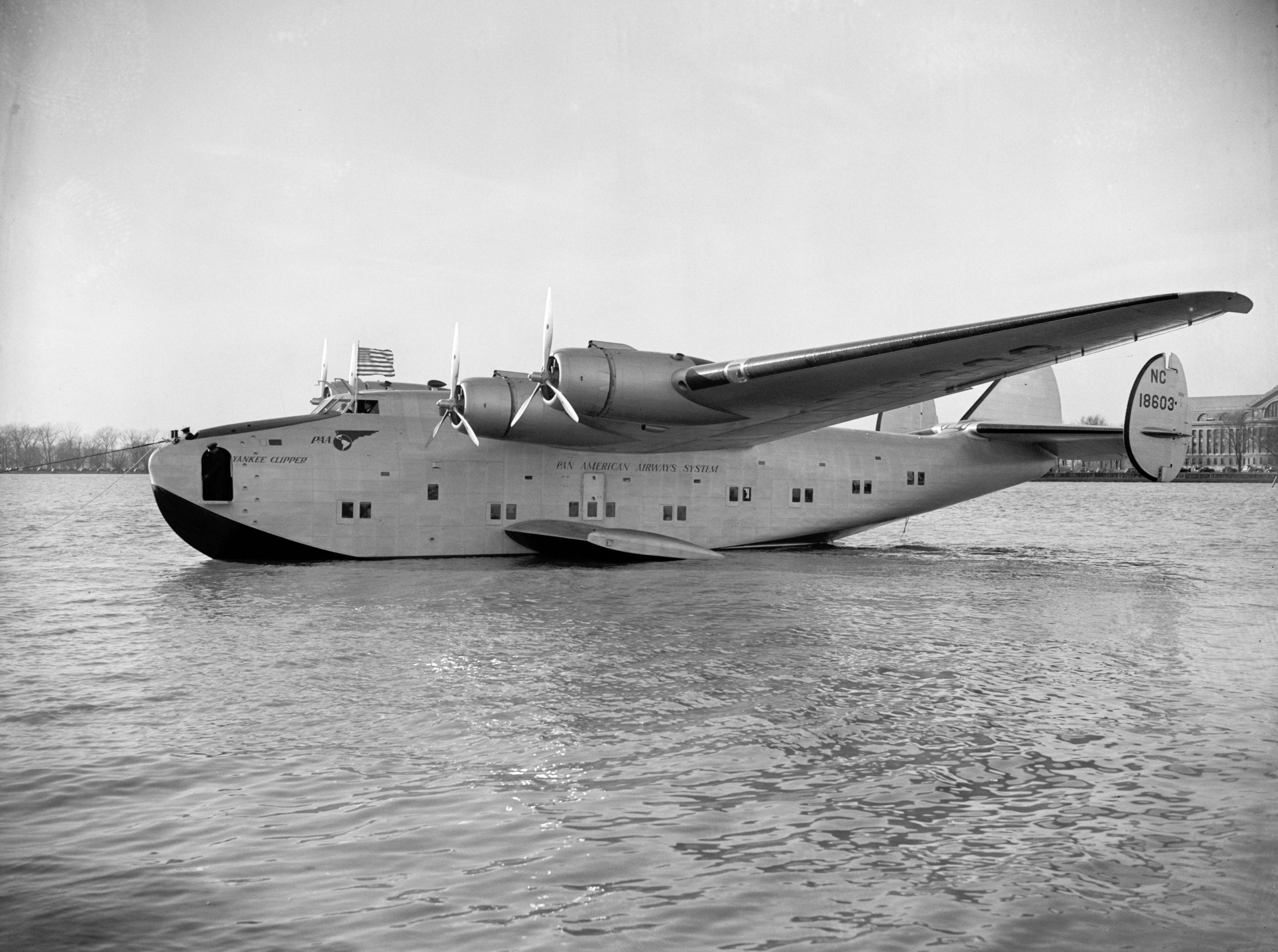
"Янки Клипер", который запустил трансатлантическую почтовую службу и часто останавливался в Орте (по пути в Лиссабон): он потерпел крушение в Лиссабоне 22 февраля 1943 года

В период между двумя мировыми войнами британские и американские предприниматели активно участвовали в трансатлантической гонке. В рамках этой конкуренции лондонская газета Daily Mail объявила конкурс, предложив награду в размере 10 000 фунтов стерлингов тому, кто первым совершит беспосадочный перелёт через Атлантический океан в течение 72 часов подряд, стартуя из Соединённых Штатов, Канады или Ньюфаундленда и приземляясь в любом месте на территории Великобритании или Ирландии.

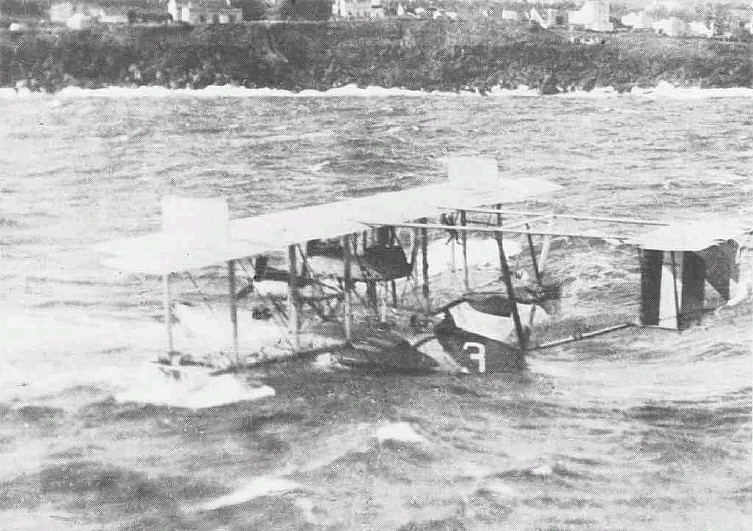
NC-3, один из трех гидропланов под командованием Альберта Кушинга Рида, который не смог завершить свой трансатлантический перелет, в Понта-Делгаде 19 мая 1919 года

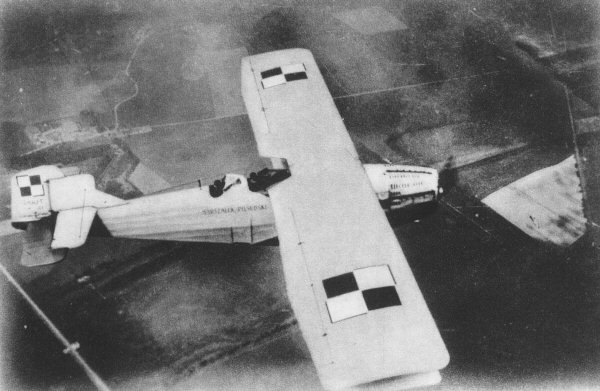
Самолет Amiot 123, пилотируемый Идзиковски и Кубалой, который был уничтожен в Грациозе при попытке польского трансатлантического перелета

В мае 1919 года три четырёхмоторных гидроплана американского военно-морского флота предприняли попытку совершить первый беспосадочный перелёт через Атлантику. Полёты проходили с 16 по 17 мая.
Два самолёта, NC-1 и NC-3, потерпели вынужденную посадку возле Флореса. NC-1 был полностью повреждён, а NC-3 смог продолжить полёт до Понта-Делгады, где остановился 19 мая, но не завершил перелёт.
NC-4, под командованием лейтенант-коммандера Альберта Кушинга Рида, смог пережить эту неудачу. 17 мая он остановился в бухте Орта и продолжил путь в Понта-Делгаду, где остановился 20 мая. После недельного отдыха команда отправилась утром 27 мая в сторону Лиссабона, прибыв в столицу вечером и бросив якорь на реке Тежу.
В 1919 году гидроплан, направлявшийся из Англии в Соединённые Штаты, совершил остановку в Фаяле. Со временем это стало обычным делом, и в качестве промежуточной остановки начали использовать Орту.
С появлением коммерческих дирижаблей в 1924, 1927 и 1930 годах над архипелагом проходили полёты на цеппелинах. Эти полёты обеспечивали связь между Германией и Соединёнными Штатами.
В апреле 1926 года гидросамолет Fokker, получивший название «Infante de Sagres», отправился из Лиссабона в путь. Под управлением пилотов Морейры де Кампоса и Невеша Феррейры, служивших в военно-морских силах Португалии, он должен был совершить перелёт между Мадейрой и Азорскими островами. 9 мая 1926 года самолёт успешно приземлился в Понта-Делгаду.
После этого первого полёта, в 1927 году, маркиз Франческо Де Пинедо, полковник итальянских военно-воздушных сил, оказался в сложной ситуации. Он был вынужден посадить свой самолёт в 200 километрах от острова Флорес, после вылета из Ньюфаундленда. К счастью, гидроплан Savoia-Marchetti S.55, получивший название Santa Maria II, был обнаружен и доставлен в Орту, где его отремонтировали.
В октябре-ноябре того же года в Орте приземлились гидропланы Junkers G 24 (D-1230) и Heinkel (D-1220). Там они встретились с Рут Элдер, американской летчицей-пионером, которая пыталась повторить подвиг Чарльза Линдберга. Рут управляла небольшим монопланом, названным American Girl, в сопровождении капитана Джорджа Холдемана. Однако из-за технических неполадок ей пришлось совершить вынужденную посадку в водах у северного побережья острова Терсейра, где её самолёт загорелся.
В июне 1928 года английский пилот Фрэнк Т. Кортни совершил трансатлантический перелет на самолете Dornier Wal G-CAGI. Позже, в июле, здесь же приземлился французский лейтенант на небольшом гидроплане La Frégate. Оба пилота останавливались в Орте, чтобы отдохнуть после перелетов.
Утром 13 июня 1929 года в Грасиозе перевернулся биплан Amiot 123, когда пилоты Людвик Идзиковски и Казимеж Кубала пытались совершить аварийную посадку на полях возле Бразилейры. 
В следующем году португальские вооружённые силы поддержали идею строительства аэродрома на острове Терсейра. 4 октября 1930 года с взлетно-посадочной полосы длиной 600 метров и шириной 70 метров взлетел первый одномоторный биплан Avro 504K, получивший название Açor. Его пилотировал местный житель Фредерико Коэльо де Мело.
В тот период, возвращаясь из Соединённых Штатов в Германию, гигантский самолёт Дорнье До Х совершил посадку в Орте, в районе Рибейринья, 21 мая 1932 года.
В период с 1930 по 1933 года американская авиакомпания Pan American провела серию испытаний в заливе Орта, готовясь к открытию трансатлантических маршрутов между Северной Америкой и Европой. 21 ноября 1933 года Чарльз Линдберг, работавший на Pan American, приземлился в сопровождении своей жены Энн Морроу на моноплане Lockheed 8 Sirius. Это стало началом новой эры в авиапутешествиях.
После успешных испытаний, с 1937 по 1944 год, летающие лодки Pan America (Boeing 314 Clippers) начали регулярно выполнять рейсы по маршрутам Нью-Йорк – Марсель и Нью-Йорк – Лондон, с пересадкой в Лиссабоне. Путешествие по маршруту Нью-Йорк – Лондон занимало 23 часа 55 минут и включало часовую и тридцатиминутную посадку в Фаяле. Маршрут Лиссабон – Марсель занимал дополнительно семь часов.
Другие компании также использовали Фаял в качестве технической остановки, чтобы передохнуть в водах между Фаялом и Пику, которые служили перевалочным пунктом между Северной Америкой и Европой.
В апреле 1931 года, во время восстания на Азорских островах, три небольших гидроплана португальских военно-морских сил использовали Орту в качестве базы для полетов над Ангра-ду-Эроишму и Монте-Бразилем. Самолёты сбрасывали на остров листовки, чтобы убедить мятежников сдаться.
В 1933 году на архипелаг прибыла эскадрилья из 24 гидропланов под командованием Итало Бальбо. Девять из них приземлились в порту Орта, а остальные направились в Понта-Делгада. Однако по пути один из самолётов был потерян.
Ровно год спустя, 19 мая 1938 года, ещё одна эскадрилья, состоящая из четырёх трёхмоторных самолётов-разведчиков Bréguet 521 Bizerte из состава 1-й лёгкой атлантической эскадрильи, приземлилась в Понта-Делгаде. После этого одна из них продолжила свой путь к Орте, а другая — к Ангра-ду-Эроишму.

### Вторая мировая война

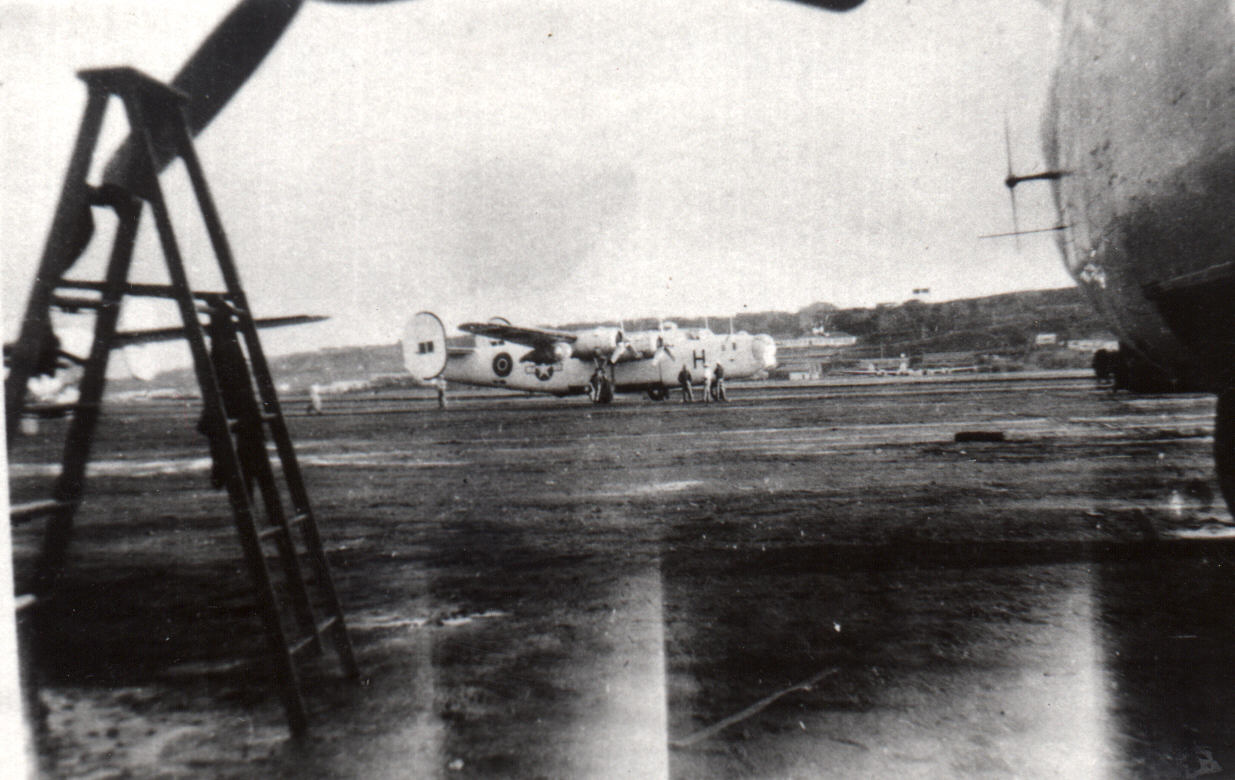
На недавно построенном аэродроме Лажес находится самолёт PB4Y-1 «Либерейтор». Он имеет двойную маркировку, которая характерна для сотрудничества с береговым командованием Королевских ВВС

С началом Второй мировой войны военно-морские силы Португалии наконец-то смогли создать постоянный военно-воздушный центр в Понта-Делгаде. В то же время, в Сантане, в гражданском округе Рабу-ди-Пейши, расположенном в муниципалитете Рибейра-Гранди, был основан военный аэродром. Этот объект, известный как воздушная база № 4, располагался на севере острова и активно функционировал во время войны.
Однако к весне 1941 года Антониу де Оливейра Салазар начал опасаться, что Германия или ее союзники могут полностью захватить Пиренейский полуостров. В этой связи режим «Эстаду Нову», при поддержке Великобритании, начал задумываться о выводе португальского правительства с Азорских островов. В этом контексте была создана англо-португальская рабочая группа, задачей которой стало изучение и проектирование строительства новых аэродромов на архипелаге.
Несмотря на снижение уровня страха, премьер-министр Великобритании Уинстон Черчилль продолжал считать, что новые объекты будут необходимы для контроля над центральными и южными путями снабжения в Атлантическом океане, а также для поддержки союзнических войск, действующих в Северной Африке и Средиземном море. Строительство военно-воздушных баз позволило бы закрыть Азорский пролив и обеспечить надежную защиту Северной Атлантики.
С точки зрения стратегии, на острове Сан-Мигель, после порта Понта-Делгада, наиболее важной инфраструктурой, требующей защиты, был военный аэродром Сантана. В случае нападения на остров, которое считалось неизбежным с конца 1940 по 1943 год, именно с этой базы должна была быть активирована одна из нескольких систем предупреждения для населения в целом. Первоначально защита аэродрома осуществлялась 5-й батареей, оснащенной 94-мм орудиями Виккерса-Армстронга. В 1942 году она была передислоцирована в Белен, недалеко от Понта-Делгады. Позже, в 1943 году, она была усилена за счет установки противовоздушной обороны из 40-мм орудий Bofors и 75-мм артиллерийских орудий, поддерживаемых крупнокалиберными 79-мм и сверхтяжелыми 127-мм пулеметами.
Однако внезапное нападение японских императорских войск на Перл-Харбор привело к пересмотру португальских руководящих принципов, что, в свою очередь, парализовало работу рабочей группы.
4 июня 1941 года португальское судно «Мирандела» отправилось на Азорские острова с грузом в составе 30 самолетов Gloster SS.37 Gladiator и пяти монопланов Junkers Ju 52, а также вспомогательного оборудования и персонала. На авиабазе № 4 в Сан-Мигеле пятнадцать «Глостеров» и пять «Юнкерсов» были переданы для формирования 1-й экспедиционной истребительной эскадрильи. Остальные самолеты были направлены на Терсейру для создания 2-й экспедиционной эскадрильи. В то же время британцы отправили в Сан-Мигел 12 истребителей Curtiss P-36 Hawk для формирования 3-й экспедиционной эскадрильи.
Однако аэродром Ачада в Терсейре сталкивался с проблемой частых туманов, которые накрывали этот район на протяжении большей части года. Из-за этой метеорологической трудности воздушные операции были перемещены на равнину Лажеш, где была построена новая взлетно-посадочная полоса.
После длительных переговоров между Португалией и Великобританией 1 августа 1943 года было заключено соглашение. По этому соглашению британские войска передавали объекты на авиабазах № 4 и Лажеш для использования в качестве базы для противолодочного патрулирования в Северной Атлантике. Взамен португальцы получили шесть эскадрилий "Хоукер". К тому времени, в 1942 году, Умберто Делгаду был назначен представителем ВВС в англо-португальской рабочей группе. Осознавая географическо-стратегическую важность Азорских островов для трансатлантических полетов, Дельгаду рекомендовал Салазару преобразовать одну из двух авиабаз (Санта-Мария или Лахес) в трансатлантический аэропорт и центр управления воздушным движением. Он отметил: 

Если ваше превосходительство желает решить, какой аэропорт выбрать, я бы сказал, что подойдет Лахес, но все, даже британцы, считают, что Санта-Мария лучше.

За свою эффективную работу в комиссии британское правительство наградило Умберто Делгадо орденом Британской империи. Этот офицер рисковал своей карьерой и будущим ради общего дела союзников. С 15 по 18 мая 1943 года в Трайденте прошла конференция, на которой была утверждена стратегия союзников на Азорских островах. За ней последовала конференция в Квебеке, проходившая с 11 по 30 августа. На этой конференции президент США Франклин Д. Рузвельт и премьер-министр Великобритании договорились о том, что Великобритания войдет на Азорские острова с разрешения Португалии, а Соединенные Штаты присоединятся к ним через две недели. 10 сентября объединенные британские силы под командованием маршала авиации Г.Р. Бромета вылетели из Ливерпуля в направлении острова Терсейра.
8 октября 1943 года британские войска прибыли в порт Пипас, расположенный в Ангра-ду-Эроишму. Контингент из 3000 солдат отправился в Лажеш, чтобы начать расширение небольшого аэродрома, известного как Терра-Че. До конца года 235-я эскадрилья Королевских ВВС, используя силы на Терсейре, смогла потопить немецкую подводную лодку. К началу 1944 года 1400 американских военнослужащих и 1700 тонн оборудования также прибыли в Ангру и Прая-да-Виторию, чтобы расширить и укрепить взлетно-посадочную полосу в Лахесе. Среди них были 928-й инженерный полк ВВС США (прибывший 17 января) и 95-й батальон строительной корпорации Seabee ВМС США (19 января). Позже, 28 ноября 1944 года власти США подписали соглашение о строительстве аэродрома на острове Санта-Мария. Проект осуществлялся под руководством Pan American airlines, поскольку португальцы, не желая навлекать на себя гнев нацистской Германии, согласились на его реализацию только на том основании, что это будет гражданский объект. Строительство началось в 1944 году в связи с возведением госпиталя компании, который предназначался для оказания медицинской помощи американским военнослужащим, получившим ранения на европейском театре военных действий. 
В конце 1946 года аэродром в Сантане был преобразован в гражданский аэропорт с двумя взлетно-посадочными полосами: одна длиной 1500 метров, а другая — 100 метров. Из-за своего расположения в сельской местности, в прекрасном сельскохозяйственном районе, местное население дало ему прозвище «аэровакас» (от слова «аэродром»). Это связано с тем, что на этой земле паслись коровы, когда не было полётов. В то время Понта-Делгада-Сантана-Филд был региональным аэропортом, а международные рейсы осуществлялись через международные аэропорты Санта-Мария или Лахес-Аэрорд. 

### Послевоенный период

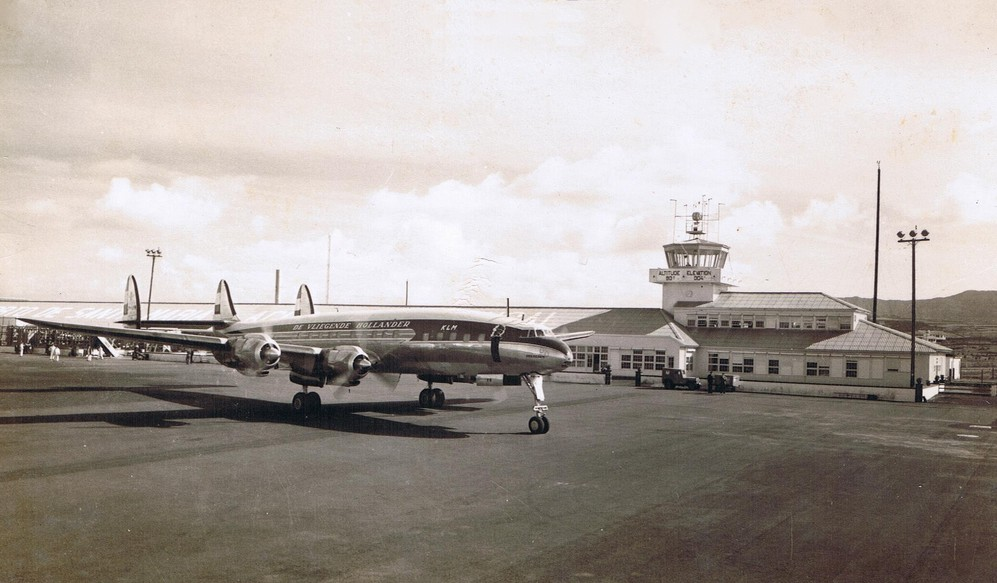
Самолёт KLM L-1049C Constellation в Санта-Марии, в послевоенную эпоху Санта-Мария была центром международных путешествий на Азорские острова

Однако, 10 августа 1969 года, произошло знаковое событие — открытие аэропорта Понта-Делгада-Нордела на южном побережье острова Сан-Мигел, напротив главного города. Это стало настоящим прорывом в развитии региональных и международных перевозок на Азорских островах. С момента своего появления аэропорт Нордела стал базой для авиакомпании SATA Air Azores. А два года спустя, в 1971 году, авиакомпания TAP Air Portugal начала выполнять регулярные рейсы между Лиссабоном и Понта-Делгадой.
К началу 1970-х годов на других островах архипелага были построены ещё два аэродрома:
- 24 августа 1971 года был торжественно открыт новый аэропорт в гражданском округе Каштелу-Бранку на южном побережье Фаяла.
- В 1972 году на восточном побережье острова был построен аэропорт Флорес, который обслуживал соседние острова Флорес и Корво.

В 1976 году, после свержения режима Нового правительства, в политической нестабильности, в Национальной ассамблее Португалии политики-демократы обсудили предложение о региональном предоставлении услуг на Азорских островах и Мадейре.
После этих событий правительства Азорских островов, которые приобретали всё большую независимость, в период с 1981 по 1983 год построили несколько аэропортов, чтобы улучшить транспортное сообщение с другими островами:
- Аэропорт Грасиоза
- Аэропорт Пико
- Аэропорт Сан-Хорхе
- Аэропорт Корво

## SATA

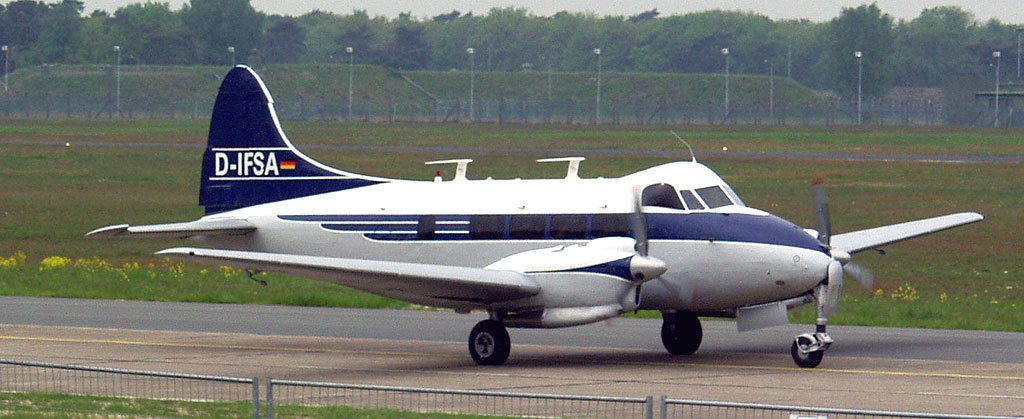
Самолет De Havilland DH-104 Dove, используемый Sociedade Açoriana de Transportes Aéreos, Lda., предшественник SATA Air Azores

С 1940-х годов португальская авиакомпания Transportes Aéreos Portugueses, известная сегодня как TAP Portugal, выполняла регулярные рейсы на Азорские острова, используя шлюзы в Понта-Делгаде, Лажеше и Вила-ду-Порту. В это же время, во время Второй мировой войны, группа инвесторов основала свою собственную авиакомпанию, которая называлась Sociedade Açoriana de Transportes Aéreos, или SATA. Одним из этих инвесторов был Аугусто Ребелу Арруда, который 21 августа 1941 года основал Общество воздушного транспорта (Sociedade Açoriana de Estudos Aéreos) с целью получить разрешение от правительства Португалии на осуществление авиасообщения между островами и материковой частью Португалии.
Спустя шесть лет, когда цель была достигнута, компания сменила название на Sociedade Açoriana de Transportes Aéreos, Limitada (SATA). 15 июня 1947 года она начала полеты на своем первом самолете Beechcraft (серийный номер CS-TAA), который получил название Açor. Этот самолет вмещал двух членов экипажа и семь пассажиров и осуществлял рейсы между островами Сан-Мигел (до 1969 года с аэродрома Сантана, а после — из Норделы), Санта-Марией и Терсейрой. Год спустя, 23 мая 1948 года, SATA приобрела два самолета De Havilland DH.104 Dove, которые могли перевозить девять пассажиров и 700 килограммов груза (в дополнение к экипажу). Полеты начались 1 августа 1948 года, но вскоре были приостановлены после того, как самолет Beechcraft потерпел аварию. Утром 5 августа экипаж Açor столкнулся с трудностями после обычного рейса из Сан-Мигеля в Санта-Марию.
21 августа 1963 года парк самолетов SATA пополнился новым авиалайнером Douglas DC-3, рассчитанным на 26 пассажиров. А в 1972 году авиакомпания приобрела небольшую флотилию самолётов Avro HS-748, которые начали использоваться с 1969 года и могли перевозить до 48 пассажиров.
После революции гвоздик в 1976 году, когда правительство Португалии обсуждало идею регионализации авиационных услуг, португальские ВВС предоставили SATA два самолёта Douglas DC-6. 17 октября 1980 года эта идея была реализована, когда региональное правительство Азорских островов выкупило у Bensaude Group 50% операционных акций SATA (остальные 50% принадлежали TAP Air Portugal, EP). Эта покупка позволила создать региональную авиакомпанию «Serviço Açoriano de Transportes Aéreos, Empresa Pública» (SATA), сохранив её аббревиатуру. В том же году, когда SATA стала публичной компанией, она присоединилась к Европейской ассоциации региональных авиакомпаний (ERAA) и Международной ассоциации воздушного транспорта (IATA).
В 1986 году, по инициативе Моты Амарала, президента региона, была основана авиакомпания «SATA Air Açores». После 1985 года Азоры стали популярным туристическим направлением, и создание авиаперевозчика было необходимым шагом для развития авиасообщения в этом регионе. Grupo SATA Express, дочерняя компания «SATA Air Açores», выполняла чартерные рейсы между Соединенными Штатами и архипелагом, а также осуществляла перелеты в Канаду.
К концу 1980-х годов SATA претерпела значительные изменения. В 1988 году компания обновила свою цветовую гамму и начала выпускать новый бортовой журнал под названием «Espírito Açoriano» («Azorean Spirit»), доступный на двух языках. В период с 1989 по 1990 год произошло важное событие: устаревшие самолеты Avro были заменены небольшим флотом новых самолетов British Aerospace ATP. Первый из них, получивший название Santa Maria, поступил в эксплуатацию в 1989 году, второй, названный Flores, в 1990 году, а третий, Graciosa, в 1991 году. Также в  этом году начались регулярные рейсы на остров Корво, которые выполнялись на самолете Dornier 228-212, иногда замененном на CASA C-212 ВВС Португалии.
Группа компаний SATA расширила свою международную деятельность, приобретя OceanAir, которая прекратила полёты в 1994 году. 20 февраля 1998 года она была переименована в SATA International, и полёты возобновились 8 апреля 1998 года. В то время как SATA Air Açores продолжала выполнять рейсы внутри архипелага, новая компания взяла на себя международные и европейские направления. Её флот состоял из самолётов Airbus Industries, включая A310 для дальнемагистральных перелётов и A320 для внутренних и ближнемагистральных рейсов.
В октябре 2015 года компания SATA International объявила о масштабных изменениях, включая ребрендинг. Новое название — Azores Airlines — отражает уникальную атмосферу островов, а также символизирует стремление к совершенству и развитию. Кроме того, компания обновила свой авиапарк, добавив в него новые современные самолёты, что свидетельствует о её стремлении к технологическому прогрессу и готовности соответствовать требованиям современных потребителей.

## Комментарии
1. ↑  В конце Второй мировой войны был открыт новый аэропорт Санта-Мария, и все полёты были перенаправлены туда. Также произошло обновление воздушного флота.